# Socialismo ricardiano
Socialismo Ricardiano refere-se a um ramo de pensamento da economia clássica  baseado no trabalho do economista David Ricardo (1772-1823). Os economistas socialistas Ricardianos argumentaram que o trabalho é a fonte de todo valor de troca e, portanto, tem direito a tudo o que produz, e que a renda, o lucro e os juros não eram conseqüências naturais do mercado livre, mas foram em vez distorções. Eles argumentaram que a propriedade privada dos meios de produção deve ser suplantado por cooperativas pertencentes a associações de trabalhadores.
Esta designação é usada em referência aos economistas no início do século XIX, que elaboraram uma teoria de capitalista de exploração da proposição econômica clássica derivada de Adam Smith e David Ricardo afirmando que o trabalho é a fonte de riqueza. Embora o pensamento socialista de Ricardo teve alguma influência sobre as teorias de Karl Marx, Marx rejeitou muitos dos pressupostos fundamentais dos socialistas Ricardianos.

## Economia
O socialismo Ricardiano é uma forma putativa do socialismo com base nos argumentos apresentados por Ricardo que o valor de equilíbrio de mercadorias básicas se aproxima ao preços do produtor quando esses produtos estão em oferta elástica, e que esses preços de produção  correspondem ao trabalho incorporado, e que os lucros, juros e aluguéis eram deduções deste valor de troca. Isto é deduzido a partir do axioma de Ricardo e Adam Smith de que o trabalho é a fonte de todo o valor.
A primeira imputação de que os primeiros socialistas britânicos e irlandeses foram influenciados por Ricardo é feita por Karl Marx em sua obra Miséria da Filosofia:
Qualquer um que esteja de alguma forma familiarizados com a tendência da economia política na Inglaterra não pode deixar de saber que quase todos os socialistas no país têm, em diferentes períodos, propôsto a aplicação igualitária da teoria Ricardiana. Citamos M. Proudhon: Hodgskin, Political Economy, 1827; William Thompson, An Inquiry into the Principles of the Distribution of Wealth Most Conducive to Human Happiness, 1824; T. R. Edmonds, Practical Moral and Political Economy, 1828 [18], etc., etc., e mais de quatro páginas de etc. Vamos nos contentar em ouvir um comunista inglês, o Sr. Bray nas citações  de sua obra notável, Labor's Wrongs and Labor's Remedy, Leeds, 1839... 
Este vinculo é posteriormente re-afirmado por Herbert Foxwell em sua introdução à tradução em inglês da obra de Anton Menger "The Right to the Whole Produce of Labor" (1899).  Por conseguinte, a categoria de "socialistas ricardianos" foi aceita por partidários e opositores do marxismo no início do século XX.
No entanto, nos últimos anos, uma série de estudiosos têm desafiado a validade da categoria com base na falta de provas de que seus membros tivessem lido o "Princípios de Economia Política", de Ricardo.

## Socialistas Ricardianos
- Thomas Hodgskin
- Charles Hall
- John Francis Bray
- John Gray
- William Thompson
- Percy Ravenstone